# Nikola Drinčić
Nikola Drinčić (serbisch-kyrillisch Никола Дринчић; * 7. September 1984 in Belgrad) ist ein in der Sozialistischen Republik Serbien geborener ehemaliger montenegrinischer Fußballspieler.

## Karriere

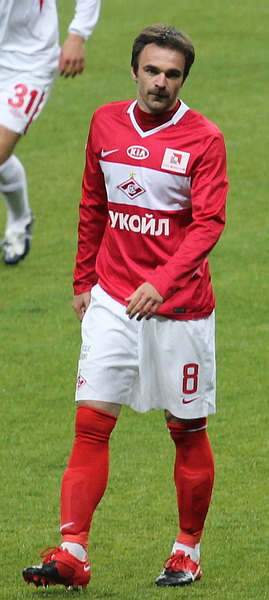
Nikola Drinčic

### Vereinskarriere

#### Anfänge in Serbien
Drinčić begann seine Karriere im Nachwuchs von Partizan Belgrad. Im Jahre 2003 unterschrieb Nikola seinen ersten Profivertrag beim Teleoptik Zemun, wo er bis 2004 blieb und 16 Spiele bestritt. Im Jahre 2004 kehrte er zurück zu Partizan Belgrad und wurde von dort zuerst an Spartak Subotica und im Jahr 2005 an den Budućnost Banatski Dvor verliehen.

#### Karriere in der Türkei und Russland
Im Sommer 2006 unterschrieb Drinčic beim türkischen Vorjahreselften Gaziantepspor einen Einjahresvertrag bis 2007. Nach Ende der Vertragszeit bei Gaziantepspor wechselte er im Frühjahr 2007 zu Amkar Perm. Dort unterschrieb er einen Dreijahresvertrag bis Juni 2010. Nikola Drinčić brachte konstant gute Leistungen und machte in 81 Spielen vier Tore und wurde zum Stammspieler. Im Frühjahr 2010 wechselte Drinčić ablösefrei zum russischen Champions-League-Teilnehmer Spartak Moskau. Dort kam er nur auf vier Einsätze. 2011 wechselte er zum Ligarivalen FK Krasnodar. Am 14. Spieltag gelang ihm im Derby gegen den FK Kuban Krasnodar der Treffer zum 1:0-Sieg.

#### Serbien und Israel
2013 folgte dann der Wechsel zu seinem ehemaligen Verein Partizan Belgrad. Mit dem Klub konnte er 2015 die serbische Meisterschaft gewinnen. Daraufhin wechselte er für ein Jahr zu Maccabi Haifa und kehrte 2016 zurück nach Serbien. Seitdem spielt er für den Erstligisten FK Čukarički, einem Stadtteilklub Belgrads. Nach Engagements in Niš und Novi Sad beendete er seine Karriere 2021.

### Nationalmannschaft
Im Jahr 2006 wurde Nikola vom damaligen serbischen U-21-Coach Miroslav Đukić für die U-21-Europameisterschaft 2007 nominiert. Dort gelang ihm sein bisher einziger großer Erfolg: Er erreichte das Finale, das allerdings 1:4 gegen die Niederlande verloren ging.
Dank konstant guter Leistungen bei Amkar Perm wurde er 2007 vom damaligen montenegrinischen Nationalcoach Zoran Filipović zum Freundschaftsspiel gegen Schweden (1:2) nominiert. Sein erstes Tor für die Mannschaft schoss er im Freundschaftsspiel gegen Kasachstan (3:0). Er machte das zwischenzeitliche 2:0 in der 21. Minute. Bis zu seiner letzten Nominierung im Jahr 2014 bestritt er insgesamt 31 Länderspiele, in denen er drei Tore erzielte.

## Erfolge
- Zweiter bei der U-21-Europameisterschaft 2007
- Serbischer Meister: 2015